# Haben (Rapper)
Haben (auch Habesha, bürgerlich Haben Tesfai) ist ein deutscher Rapper eritreischer Abstammung.

## Biographie
Haben wuchs in Neuss und Düsseldorf auf. Seine Wurzeln liegen im heutigen Eritrea, von wo seine Mutter vor dem damaligen Bürgerkrieg geflüchtet war. Er kam früh mit Hip-Hop in Kontakt und begann im Alter von 14 Jahren zu rappen. Mit seiner ersten Band „Fingerprints“ sammelte er erste Bühnen- und Studioerfahrung, bevor er 2003 noch unter dem Namen „Habesha“ Mitglied von BTM Squad wurde. Die Düsseldorfer Band veröffentlichte insgesamt sieben Alben, zunächst über D'Town Partner Records, dann über ihr eigenes Label 3te Welt Resistance. Die dazugehörigen Musikvideos entstanden durch den Regisseur Ruben Pogany und schließlich beim letzten Album 2013 über Blackline. 
2008 veröffentlichte Haben in Kooperation mit dem Rapper Blumio das Album „Rushhour“. Außerdem ist er seit vielen Jahren Backup MC von Afrob. Nach der Auflösung von BTM Squad in 2013 entschied sich Haben für eine Solokarriere und begann beim Neusser Label Full-Level, vor allem zusammen mit den Produzenten 9Milli und FAFA mit der Arbeit an eigenen Songs. 2015 veröffentlichte er sein erstes Video „Alle wollen Haben“ und trat im Vorprogramm der ASD-Blockbusta-Tour auf. 2016 erschienen dann seine erste Solo-EP „Haben“ und weitere Videos. Außerdem gewann Haben die Wahl zum Newcomer des Jahres beim Online-Musikfernsehen Ampya. Im September 2017 veröffentlichte Haben über Full-Level und Groove Attack seine erste Solo-LP „Alle wollen Haben“.
In der vom SWR für das Medienangebot funk produzierten Dramedy-Serie Patchwork Gangsta von Christian Karsch und Eric Hordes stand Haben als Amir Abbas neben Stefan Mocker, Neil Malik Abdullah und Katy Karrenbauer vor der Kamera. Davon inspiriert veröffentlichte er passend zum Serienstart auch seine nächste EP „Amir“.

## Diskografie
Alben mit BTM Squad
- 2004 – 40 Boomerang
- 2005 – Schuldig bei Verdacht
- 2005 – Schuldig bei Verdacht 2
- 2006 – Inshallah (So Gott will)
- 2006 – Düsseldorf Schiesst (Sampler)
- 2007 – Immigranten Reportage
- 2013 – Totgesagte Leben länger (ohne Nabil M & Joel K)[2]

Kollaboalben
- 2008 – Rushhour (zusammen mit Blumio)

EPs
- 2016 – Haben
- 2019 – Amir
- 2019 – Nepsi

LPs
- 2017 – Alle wollen Haben

Gastbeiträge
- 2009 – Afrob feat. Habesha – Du weißt (was ich will)
- 2011 – Farid Bang feat. Habesha und Haftbefehl – Ein Stich genügt
- 2012 – Haftbefehl feat. Habesha und Veysel – Player Hater
- 2012 – Chabos wissen wer der Babo ist (Allstar-Remix) auf Blockplatin von Haftbefehl (feat. Milonair, Mosh36, Olexesh, Al Gear, Abdi, Celo, Crackaveli, DOE, 60/60 & Veysel)
- 2012 – Blumio feat. Habesha – Immer noch die Kings
- 2014 – Afrob feat Habesha – Lampedusa
- 2016 – Afrob feat. Habesha – Das muss es sein
- 2018 – BSMG (Megaloh, Musa und Ghanaian Stallion) feat. Haben – Mamas Küche

## Filmografie
- 2019: Patchwork Gangsta